# Apanteles leucochiloneae
Apanteles leucochiloneae är en stekelart som beskrevs av Cameron 1911. Apanteles leucochiloneae ingår i släktet Apanteles och familjen bracksteklar. Inga underarter finns listade i Catalogue of Life.